# Peter Bieri (politicus)
Peter Bieri (Winterthur, 21 juni 1952) is een Zwitsers politicus voor de Christendemocratische Volkspartij (CVP/PDC) uit het kanton Zug.

## Biografie

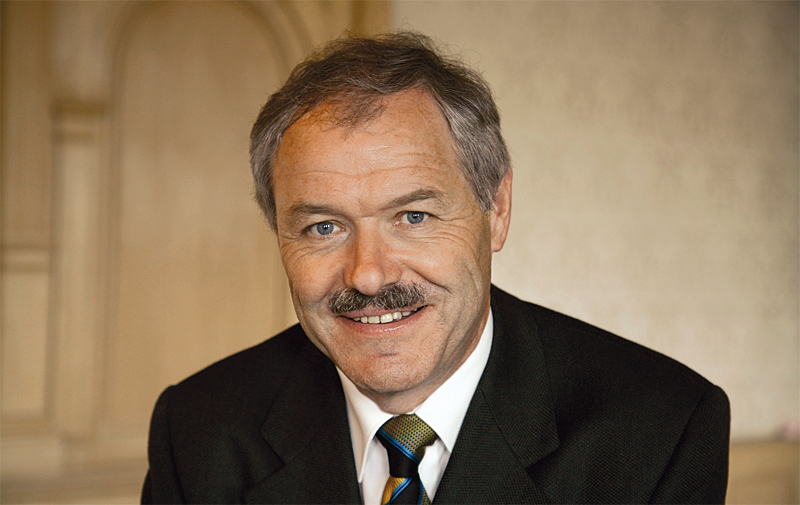
Peter Bieri in 2007.

Peter Bieri behaalde in 1978 een diploma in de agronomie aan de Federale Polytechnische Hogeschool van Zürich. In 1982 behaalde hij aan dezelfde instelling een doctoraat in de technische wetenschappen. Van 1987 tot 1994 zetelde hij in het stadbestuur van Hünenberg. Van 23 januari 1995 tot 29 november 2015 zetelde hij in de Kantonsraad, waarvan hij van 5 maart tot 3 december 2007 voorzitter was.